# السخرية من المسيح

السخرية من المسيح هي لوحة من القرن الثالث عشر للفنان الإيطالي تشيمابو. وهي إحدى ثلاث لوحات من لوحة متعددة الأجزاء تصور آلام المسيح.اكتشفت اللوحة في مطبخ بمنزل لسيدة عجوزة في شمال فرنسا.تم بيع اللوحة في أكتوبر 2019 في مزاد مقابل 24 مليون يورو  وهو رقم قياسي للوحات ما قبل عام 1500.